# Kawauariki Falls
Die Kawauariki Falls sind ein Wasserfall bislang nicht ermittelter Fallhöhe im Pureora Forest Park in der Region Manawatū-Whanganui auf der Nordinsel Neuseelands. Er liegt im Oberlauf des Ongarue River, eines Nebenflusses des Whanganui River. Die Wilton Falls liegen wenige Kilometer stromaufwärts.
Der Wasserfall ist zugänglich bei einem Besuch der privat geführten Blackfern Lodge an der Ongarue Stream Road.